# Harpenna denticulata
Harpenna denticulata is een hooiwagen uit de familie Assamiidae.